# 노로 잇세이

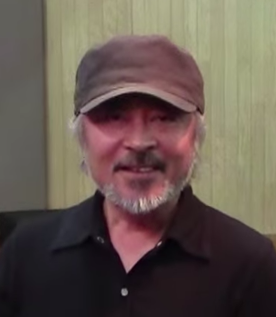

노로 잇세이(일본어: 野呂 一生, 1957년 1월 1일 ~ )는 일본의 퓨전재즈 기타리스트이다. 일본의 퓨전재즈 밴드 카시오페아의 리더로 활동하고 있다.

## 같이 보기
- 카시오페아 (밴드)